# هيكاتونكاريز
الـهيكاتونخيريس (بالإنجليزية: Hecatoncheires أو Hecatonchires أو Centimanes)، (بالإغريقية: Εκατόγχειρες)، (مفرد: هيكاتونخير) هي شخصياتٌ وُجدت في عهدٍ قديمٍ من الأساطير اليونانية، وهم ثلاثة عمالقة ذوو بأس وقوة عارمة، حيث فاقوا بقوتهم باقي الجبابرة وتغلبوا عليهم بها. يرجع أصل التسمية من الكلمة الإغريقيّة κατόν (هيكاتون بمعنى مئة) وχείρ (خير بمعنى يد) فيعني الاسم ذو المئة يد، وقد كان لكل منهم مئة يد وخمسون رأسًا. وذُكِرَ أنّ الهيكاتونخيريس الثلاثة أصبحوا حراساً لأبواب سجن تارتاروس. وهم يعتبرون عمالقةَ الأعاصير الضخمة والزوابع.
وفي الإنياذة لفيرجيل، حيث قورِن أينياس بأحد الهيكاتونخيريس (وهو برياريوس، يُعرف هنا بآيغايون)، ذُكِرَ أن الهيكاتونخيريس قاتلوا بجانب الجبابرة بدل آلهة أوليمبوس؛ ويستند فيرجيل بهذا على قصيدة الحرب العظمى الملحمية الكورنثية الضائعة بدل الأثر المشهور عن هسيود.
وفي آثار أخرى، يظهر برياريوس (آيغايون) كأحد خصوم آلهة أوليمبوس، وبعد مصرعه، دُفِنَ تحت جبل إتنا (جبل النار).

## ميثولوجيا

### هسيود
وفق هسيود، فإن الهيكاتونخيريس هم أطفال غايا (الأرض) وأورانوس (السماء) ولم يكن لهم دور معروف في العبادة. وهم:
- برياريوس (Βριάρεως)، بمعنى «قويّ»[8] ويُعرَفُ أيضاً باسم آيغايون (Α γαίων).
- كوتوس (Κόττος)، بمعنى «ضربة، أو لكمة».[9]
- غايغِيس (Γύγης)، أو غايِيس (Γύης)، بمعنى «فرع الشجرة» أو «متقوّس».[10]

وفي حرب الجبابرة، قاتل الهيكاتونخيريس ضد الجبابرة، برمي أحجار عليهم، وكل حجارة تناهز حجم جبل، مئة حجارة في الوقت نفسه مما سحقت عدة جبابرة في آن واحد. وبعد أحداث الحرب، عُيّنَ الهيكاتونخيريس كحرّاسٍ في تارتاروس. وزوّج الإله بوسايدون ابنته كيموبوليا للهيكاتونخير برياريوس، ليصبح صهره.

### باوسانياس
في أسطورةٍ كورنثية تعود إلى باوسانياس في القرن الثاني بعد الميلاد، يُذكَرُ أنّ برياريوس كان الحكم في نزاعٍ حصل بين بوسايدون وهيليوس، بين البحر والشمس. قضى بموجب حكمه بأن يكون برزخ كورنث لبوسايدون، وأكروبول (حصن) كورنث لهيليوس مقدَّسًا.

### آخرين
وفي تعليقةٍ على أبولونيوس الرودسي، ذُكِرَ فيها أن آيغايون (برياريوس) كان ابناً لغايا (الأرض) وبونتوس (البحر)، ويظهر أنه يحكم بحر إيجة الرائع في جزيرة وابية، وكذلك يظهر أنه خصم لبوسايدون وصانع السفن البحرية. وفي كتاب التحوّلات لأوفيد، وكتاب حياة بليناس الحكيم لفيلوستراطوس، يُذكَرُ أنّ آيغايوس كان إلهًا بحريًّا.